# Pulvinaria myricariae
Pulvinaria myricariae är en insektsart som beskrevs av Bazarov 1971. Arten ingår i släktet Pulvinaria och familjen skålsköldlöss. Den är bara känd ifrån Tadzjikistan. Inga underarter finns listade i Catalogue of Life.